# The Open Door
För EP:n av Death Cab for Cutie, se The Open Door EP.
The Open Door är ett det andra studioalbumet av det amerikanska rockbandet Evanescence från 2006, uppföljaren till succéalbumet Fallen (2003). Likt debutalbumet producerades även detta album av Dave Fortman. Albumet sålde i 447 000 exemplar första veckan efter utgivningen i USA. På albumet återfinns singlarna "Call Me When You're Sober", "Lithium", "Sweet Sacrifice" och "Good Enough".

## Bakgrund
Arbetet och inspelningsprocessen för The Open Door framskred långsamt av flera skäl; bland annat sångerskan Amy Lees önskan att maximera den kreativa processen och inte rusa till produktion, andra bandmedlemmarnas sidoprojekt, gitarristen Terry Balsamos stroke, och förlusten av deras tidigare chef. Även om Lee på fanforumet Evboard angav att albumet skulle vara färdig i mars 2006, släpptes det först 25 september 2006. The Open Door och blev en fortsatt succé trots att den inte lyckades sälja riktigt lika bra som Fallen. För att marknadsföra skivan åkte Amy Lee och John LeCompt samma månad till Europa, inklusive London, Barcelona och Paris. På förhandsvisningarna spelades det nya albumet för fans som vunnit olika tävlingar, Lee och LeCompt besvarade frågor och spelade akustiska versioner av låtarna innan signeringen. Den 2 oktober 2006, dagen innan albumet släpptes i USA, var Evanescence med på Late Night with Conan O'Brien och framförde albumets första singel "Call Me When You're Sober". Bandet tillbringade även tid i New York med pressen och med fotografering för Metal Edge Magazine.

## Turné

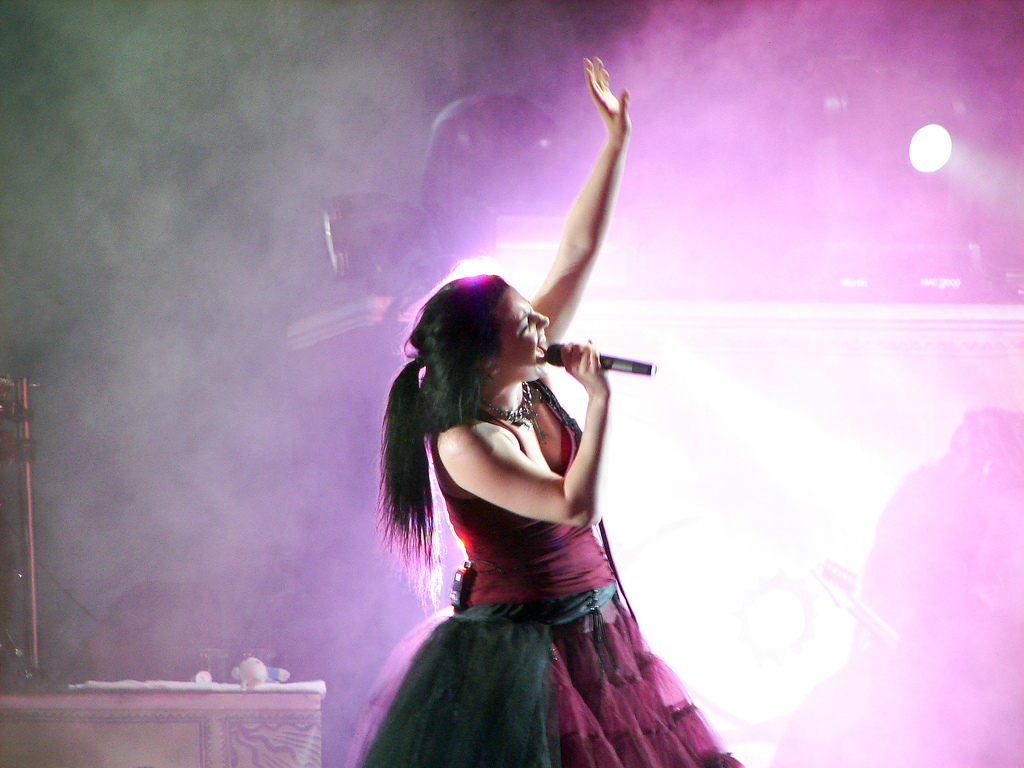
Amy Lee 2007.

Turnén för The Open Door inleddes den 5 oktober 2006 i Toronto och inkluderade diverse scener i Kanada, USA och Europa under året. Den fortsatte 5 januari 2007 och stannade i Kanada (tillsammans med Stone Sour), Japan och Australien (tillsammans med Shihad) och sedan återvände till USA för en andra turné under våren (parallellt banden Chevelle och Finger Elva). Som en del av sin turné, fanns Evanescence med den 15 april 2007 på Argentinan festival Quilmes Rock 07 tillsammans med Aerosmith, Velvet Revolver och andra lokala band. De har också varit med på Family Values Tour 2007 tillsammans med bland andra Korn. Evanescence avslutade sin Europaturné med en sell-out-konsert på Amphi i Ra'anana i Israel den 26 juni 2007 medan den allra sista konserten gavs den 9 december 2007.

## Låtlista
1. "Sweet Sacrifice" (Lee, Balsamo) – 3:05
2. "Call Me When You're Sober" (Lee, Balsamo) – 3:34
3. "Weight of the World" (Lee, Balsamo) – 3:37
4. "Lithium" (Lee) – 3:44
5. "Cloud Nine" (Lee, Balsamo) – 4:22
6. "Snow White Queen" (Lee, Balsamo) – 4:22
7. "Lacrymosa" (Lee, Balsamo) – 3:37
8. "Like You" (Lee) – 4:16
9. "Lose Control" (Lee, Balsamo) – 4:50
10. "The Only One" (Lee, Balsamo) – 4:40
11. "Your Star" (Lee, Balsamo) – 4:43
12. "All That I'm Living For" (Lee, McLawhorn) – 3:48
13. "Good Enough" (Lee) – 5:31
14. "The Last Song I'm Wasting On You" (bonusspår endast tillgängligt vid förhandsbeställning från Itunes)

## Listplaceringar
| Lista (2006-2007)   | Placering |
| ------------------- | --------- |
| Australien          | 1         |
| Belgien (Flandern)  | 9         |
| Belgien (Vallonien) | 4         |
| Danmark             | 5         |
| Finland             | 5         |
| Frankrike           | 2         |
| Italien             | 2         |
| Mexiko              | 76        |
| Nederländerna       | 2         |
| Norge               | 3         |
| Nya Zeeland         | 2         |
| Portugal            | 2         |
| Schweiz             | 1         |
| Spanien             | 5         |
| Sverige             | 2         |
| Österrike           | 2         |

## Medverkande
Evanescence
- Amy Lee – sång, piano, körarrangemang, tillagd programmering
- Terry Balsamo – sologitarr
- Troy McLawhorn – kompgitarr, tillagd programmering på "Call Me When You're Sober" och "All That I'm Living For"
- Tim McCord – bas
- Will Hunt – trummor

Övriga musiker
- David Campbell – orkesterarrangemang
- Seattle Music – stränginstrument
- Simon James – konsertmästare
- Millennium Choir – bakgrundskör (Susan Youngblood, Talaya Trigueros, Mary Gaffney, Alyssa Capbell, Bebe Gordon, Melanie Bruno, Dwight Stone, Eric Castro, Darryl Phinnessee, Tamara Berard, Kevin Dabley, Marcella Carona, Tania Themmen, Joanne Paratore, Lisa Wall-Urgero)
- DJ Lethal – programmering
- Bon Harris – tillagd programmering på "All That I'm Living For"
- Carrie Lee och Lori Lee – bakgrundssång på "Call Me When You're Sober"

Produktion
- Producerad och mixad av Dave Fortman
- Jeremy Parker – ljudtekniker
- Mike Houge och Wesley Seidman – tillagd ljudteknik